# Niels Willumsen
Niels Willumsen (født 31. december 1812, død 8. december 1870) var en dansk fotograf.
Willumsen hørte til første generation af danske fotografer. Han begyndte som daguerreotypist og skiftede senere til fotografiet. Hans ældste billeder er vitrotypier.
Han var aktiv i årene 1846-1869, først med atelier i Skindergade 7 og fra 1863 i Holmens Kanal 7 ved siden af Studenterforeningens bygning.
Han var gift med Caroline Wilhelmine, f. Tretau (1818-1902).